# Curro Romero
Curro Romero, nome artístico de Francisco Romero López (Camas, Sevilha, 1 de dezembro de 1933) é um matador de toiros espanhol.
Curro Romero era ajudante numa farmácia quando se estreou como novilheiro, aos 18 anos. Para trás ficavam as andanças pelas tentas nas ganadarias existentes em redor de Sevilha. A estreia ocorreu no bairro de La Pañoleta, perto de Sevilha, a 22 de agosto de 1954. Revelou tal aptidão para o toureio que logo no mês seguinte, em 8 de setembro do mesmo ano de 1954, debutava com picadores, na praça de toiros de Utrera. 
Curro Romero foi fazendo o seu percurso como novilheiro praticante, atuando em praças de província — a certa altura interrompido pelo serviço militar, que cumpriu em Badajoz —, até que a 18 de julho de 1957, se apresentou na prestigiada Monumental de Las Ventas, Madrid. 
O novilheiro tornava-se matador ao tomar a alternativa no ano de 1959, na praça de Valência, mais precisamente a 18 de março, tendo como padrinho Gregorio Sanchez. Confirmou a alternativa em Las Ventas, a 19 de maio do mesmo ano, com outro destacado toureiro sevilhano, Pepe Luis Vázquez, em plena Feira de Santo Isidro. 
Autor de momentos sublimes na arte de tourear, apesar de irregular e polémico, a figura de Curro Romero ganhou contornos de mito, identificando-se com a cultura sevilhana, onde nasceu o currismo. Dizia-se que o toureiro fazia parte da trilogia popular da capital andaluza: Curro, la Macarena, er Beti.
Em 1975 Camarón de la Isla e Paco de Lucía dedicaram a Curro Romero uma canção flamenca, por bulerías, intitulada Arte y majestad, que dá também título ao álbum homónimo, do mesmo ano.
Apesar da sua irregularidade, obteve destacados triunfos ao longo da sua carreira — na Monumental de Las Ventas, em Madrid, abriu por sete vezes a Puerta Grande; na Real Maestranza de Caballería, Sevilha, saiu pela Puerta del Príncipe por quatro vezes, e obteve na mesma praça um êxito inédito, quando cortou oito orelhas a seis toiros, a 19 de maio de 1966; foi até hoje o toureiro que mais orelhas cortou numa só corrida, na Maestranza de Sevilha. 
Curro Romero foi casado com a cantora Concha Márquez Piquer.